# Ngestiboga I
Ngestiboga I is een bestuurslaag in het regentschap Musi Rawas van de provincie Zuid-Sumatra, Indonesië. Ngestiboga I telt 1642 inwoners (volkstelling 2010).